# Eike Batista
Eike Fuhrken Batista da Silva  (Governador Valadares, 3 de noviembre de 1956) es un emprendedor alemán-brasileño y presidente del Grupo EBX, formado por cinco compañías cotizadas en el nuevo mercado bursátil de BOVESPA, segmento con los más elevados estándares de gobernanza corporativa. Las empresas que forman parte del grupo son: OGX (petróleo y gas), MPX (energía), LLX (logística), MMX (minería) y OSX (industria naval offshore). Batista está actualmente bajo arresto y ha sido sentenciado a 30 años de prisión por sobornar al gobernador de Río de Janeiro Sérgio Cabral, con el fin de asegurarse contratos públicos.

## Biografía
Eike Batista es uno de los siete hijos del empresario Eliezer Batista da Silva, ministro de Minas y Energía en el Gobierno de João Goulart y Secretario de Asuntos Estratégicos en el Gobierno de Fernando Collor; expresidente de la Compañía Vale do Rio Doce, entonces una empresa estatal, entre los años 1961 y 1964, y también en el período 1979-1986.
Su madre nació en Alemania y, con ella, Eike afirma haber aprendido a tener autoestima y disciplina, atributos fundamentales para su formación de empresario emprendedor.
Al inicio de la adolescencia, después de pasar su infancia en Brasil, se mudó con la familia a Europa, primero a Ginebra (Suiza), luego a Düsseldorf (Alemania) y después a Bruselas (Bélgica), debido a la carrera profesional del padre. En 1974, inició el curso de Ingeniería Metalúrgica en la Universidad Técnica de Aquisgrán, Alemania. A los 18 años, cuando sus padres regresaron a Brasil, empezó a vender pólizas de seguro de puerta en puerta en la ciudad para garantizar sus ingresos personales y mantenerse de forma independiente en el exterior. En entrevistas, Eike Batista suele afirmar que el “estrés” y el aprendizaje adquiridos con esa experiencia fueron decisivos para su formación.
De regreso a Brasil, a principios de los años 80, pasó a dedicarse al comercio de oro y diamantes. Fluente en cinco idiomas – portugués, alemán, inglés, francés y español – fue intermediario entre los productores de la Amazonía y compradores de grandes centros de Brasil y de Europa. Con sólo 21 años, montó una empresa de compra y venta de oro, llamada Autram Aurem, que ya tenía el sol inca (marca registrada de sus empresas) como símbolo. En un año y medio, ganó US$ 6 millones con la comercialización de oro.
Su vocación emprendedora lo llevó a implementar la primera planta aurífera aluvial mecanizada en la Amazonía, dando inicio al propio grupo. A los 29 años, se tornó el principal ejecutivo de TVX Gold, empresa cotizada en la Bolsa de Canadá, que marcó el inicio de su relación con el mercado de capitales global. De 1980 a 2000, creó US$ 20 mil millones en valor con la operación de ocho minas de oro en Brasil y Canadá y una mina de plata en Chile. Entre 1991 y 1996, el valor de su empresa más que triplicó.

## Vida privada
Eike Batista está separado y tiene dos hijos (Thor y Olin). Le gusta correr, nadar y competir con lanchas deportivas. A principios de los años 90, fue campeón brasileño, americano y mundial en la categoría Super Powerboat Offshore. En 2006, completó las 220 millas náuticas entre Santos y Río de Janeiro en 3h 01m 47s y batió el récord de la travesía a bordo de la lancha Spirit of Brasil. Batista mantiene una vida digital actualizada. Posee un sitio web personal con artículos, videos y noticias sobre sus empresas. El canal digital que Batista eligió para ser su principal medio de comunicación personal es el Twitter. Su perfil en el microblog, el @eikebatista, tiene más de 550 mil seguidores, que comentan sus mensajes y conversan con él. En 2011, Eike lanzó el libro “O X da Questão” (La X de la Cuestión) que cuenta su trayectoria en el mundo de los negocios y da consejos sobre espíritu emprendedor.
El empresario adopta en la filantropía la misma osadía y competencia que usa para emprender y realizar. Son iniciativas que promueven el desarrollo social, la diversidad cultural y el equilibrio ambiental. Desde 2006, las donaciones realizadas por el emprendedor ya suman cerca de R$ 253 millones. En 2011, fueron R$ 91 millones. "No quiero ser solo el hombre más rico de Brasil, quiero ser también el más generoso", dijo el empresario. Entre las iniciativas están el apoyo a los parques nacionales de Lençóis Maranhenses, marino de Fernando de Noronha y del Pantanal Mato-grossense, el patrocinio a ocho películas del cine nacional y la donación de recursos para la conclusión del Hospital Pro Criança, para niños cardiacos en Río.

## Grupo EBX
El Grupo EBX, que ya produce mineral de hierro y colocó en operación la primera central solar en escala comercial del país, ha invertido 15 500 millones de dólares entre 2011 y 2012 en Brasil. Son 20 000 personas trabajando en la operación y construcción de los proyectos del grupo, entre ellos
el Superpuerto de Açu, de LLX, en São João da Barra; y el Superpuerto Sudeste, de MMX, en Itaguaí, (los dos en el estado de Río de Janeiro); las centrales termoeléctricas de MPX en el Nordeste de Brasil (Itaqui, en el estado de Maranhão, y Pecém, en el estado de Ceará), y la central de energía solar de Tauá, también en Ceará. En el sector petrolífero se destaca la campaña exploratoria de OGX en las cuencas de Campos, en Río de Janeiro; Santos, en São Paulo; y Parnaíba, en Maranhão.
El grupo de Eike Batista tiene su sede en la ciudad de Río de Janeiro, actúa en otros nueve Estados brasileños y posee oficinas en Nueva York (EUA), Colombia y Chile.
Además de las áreas de infraestructura y recursos naturales, el grupo del empresario Eike Batista invierte también en los siguientes segmentos: inmobiliario (REX), de entretenimiento (IMX), tecnología (SIX) y cáterin (NRX). En la ciudad de Río, EBX desarrolla iniciativas en las áreas de deporte, entretenimiento, gastronomía, salud y belleza.

## Presencia en rankings nacionales e internacionales
Con un patrimonio valorado en US$ 30 mil millones, el emprendedor apareció en una de las principales fuentes de noticias de negocios y de información financiera del mundo, la revista norteamericana Forbes, en 2011, como la octava persona más rica del mundo, siendo el primer colocado entre todos los sudamericanos y de países de lengua portuguesa.
Al final de 2010 la revista lo posicionaría también como la 58.ª persona más poderosa del mundo, considerándolo el brasileño más poderoso después de la expresidenta de Brasil, Dilma Rousseff.
En marzo de 2008, el brasileño mejor ubicado en la lista de la revista Forbes era Antônio Ermírio de Moraes, en la 77.ª posición, con un patrimonio familiar de US$ 10 mil millones. Otros 17 brasileños, entre ellos Eike Batista (que declarara en 2008 su objetivo de tornarse el hombre más rico del mundo en cinco años), aparecían en la lista. En 2008, Eike tenía una fortuna estimada en US$ 6,6 mil millones y ocupaba el puesto n.º 142 en la lista de los hombres más ricos del mundo. En 2009, el empresario pasó a la posición n.º 61, siendo considerado el hombre más rico de Brasil.
En 2010, Eike Batista fue citado por tres de las más importantes publicaciones brasileñas. La Revista Época lo eligió como uno de los 100 brasileños más influyentes del año. Estuvo también en la lista de los 100 más influyentes de 2010 de la revista IstoÉ. En 2011, fue destaque en la lista de los 1000 CEO de la revista Dinheiro y destacado también por el diario de mayor circulación en Brasil, Folha de São Paulo, como un ejemplo de "self-made man", es decir, como un empresario que ha triunfado por su propio esfuerzo (y no por herencia).
Además del tamaño de la fortuna, impresiona la velocidad con que Eike aumentó su patrimonio y creó empresas. De 2004 a 2010, creó, estructuró y abrió el capital de las empresas MMX (minería), MPX (energía), OGX (petróleo), LLX (logística) y OSX (industria offshore).
Parte de su éxito se atribuye a la experiencia adquirida a lo largo de tres décadas de actividades en Brasil y en el mundo, con el desarrollo de negocios globales, capacidad para “generar riquezas a partir de cero” y disciplina.

## Visão 360º
Eike Batista ha desarrollado en sus empresas un “proceso de emprender” que permite identificar los varios procesos que necesitan ser ejecutados simultáneamente en cada obra para que se logre el éxito: la "Visión 360°".
Se trata de un cuadro esquematizado con nueve áreas/tipos de ingenierías: ingeniería de personas, financiera, jurídica, política, logística, ambiental y social, de comunicación, salud y seguridad, además de la propia ingeniería de la ingeniería.

## Empresas del grupo

### MMX
MMX es la compañía de minería del Grupo EBX, con logística integrada y bajo costo de producción, creada en 2005. MMX es titular también de los derechos mineros para la extracción de mineral de hierro en la región del Desierto de Atacama, en Chile, y avanza para expandir su capacidad instalada de producción.

### MPX
MPX es la compañía del grupo en el sector de energía. Operando en Brasil, Chile y Colombia, la empresa posee negocios complementarios en generación eléctrica, minería de carbón y exploración y producción de gas natural.

### OGX
OGX es la empresa del Grupo EBX que opera en el sector de exploración y producción de petróleo y gas natural.

### LLX
LLX, empresa de logística del Grupo EBX, actúa en la construcción del Superpuerto de Açu, en el Estado de Río de Janeiro, mayor proyecto puerto-industria de Latinoamérica.

### OSX
OSX, compañía del grupo que actúa en el área de industria naval offshore, trabaja en la construcción del mayor astillero de las Américas, en el complejo industrial del Superpuerto de Açu (obra de LLX).

## Controversias
En el primer semestre de 2012 el proyecto de construcción de una central termoeléctrica de Batista llamada «Castilla», en la ciudad chilena de Copiapó, provocó revuelo en la justicia del país, producto del fallo de la Corte de Apelaciones de dicha ciudad, luego de que la organización internacional de conservación marina Oceana considerara, en palabras de su director ejecutivo Alex Muñoz, «que la central Castilla obtuvo su permiso ambiental de manera irregular». Esto producto de que el proyecto, que fuera en principio rechazado por ser considerado «contaminante» por parte del ex seremi de salud de la Región de Atacama, Raúl Martínez, el 15 de febrero de 2011 cambiara su condición a aprobado, luego de que su sucesor Nicolás Baeza Prieto reconsiderara su potencial contaminante sólo como «molesto».
El proyecto, que contempla la construcción de cinco centrales de carbón y dos de diésel, siendo así el más grande de este tipo en Latinoamérica, produciría 2.100 megawatts al Sistema Interconectado Central (SIC) y emitiría aproximadamente el 40% del total de emisiones de gases que actualmente se producen en Chile.